# Raab-Katzenstein Verkehrsflugzeug-Entwürfe
Unter den Bezeichnungen Raab-Katzenstein RK 10, RK 11, RK 14 und RK 17 entstanden 1927 bei den Raab-Katzenstein Flugzeugwerken mehrere Entwürfe für Verkehrs- und Geschäftsreiseflugzeuge, die im Entwurfsstadium wieder aufgegeben wurden.

## Entwicklung
Nach den frühen Passagierflugzeug-Entwicklungen Raab-Katzenstein RK 3 Phönix und Raab-Katzenstein RK 8 Marabu aus dem Jahr 1926 entstand im Konstruktionsbüro der Raab-Katzenstein Flugzeugwerke unter Paul Hall 1927 eine Reihe von vier weiteren Flugzeugentwürfen für den Luftverkehrs- und Geschäftsreiseverkehr.

### Raab-Katzenstein RK 10
Der erste Entwurf RaKa RK 10 knüpfte direkt an die Entwicklung der Raab-Katzenstein RK 3 aus dem Jahr 1926 als kleines Zubringerflugzeug an. Der einmotorige Doppeldecker bot Platz für 2–3 Passagiere, die in einer geschlossenen, im Rumpf integrierten Kabine untergebracht wurden. Wie bei allen Verkehrsflugzeug-Entwicklungen dieser Reihe war als Antrieb ein 280 PS starker Junkers L5-Motor für die RaKa RK 10a oder ein 250 PS starker BMW-IV-Motor bei der RaKa RK 10b vorgesehen.

### Raab-Katzenstein RK 11
Aus der RaKa RK 10 leitete Hall die Raab-Katzenstein RK 11 speziell für die Anforderungen des Geschäftsreiseverkehrs mit einem kleineren 140 PS starken Mercedes-Motor ab. Die RaKa RK 11 wurden in den Preislisten von 1928 zu einem Stückpreis von 24.500 RM angeboten, zu dem sich keine Interessenten fanden. Richard Bauer überarbeitete den Entwurf 1929 nochmals für den Einsatz mit gebrauchten, preisgünstigeren 200 PS starken Mercedes D.III Motoren als Frachtflugzeug. Auch für diese preisgünstigere Variante fanden sich keine Interessenten.

### Raab-Katzenstein RK 14
Der zweite Verkehrsflugzeug-Entwurf von 1928 war die Raab-Katzenstein RK 14. Mit einer Sitzplatzkapazität von 8 Sitzen und einer 600 PS starken Motorisierung war sie für den Einsatz auf mittleren Strecken oder auf Hauptstrecken mit geringerer Sitzplatznachfrage ausgelegt und konkurrierte mit Messerschmitt M20 oder Dornier Merkur. Als Antriebe wurden ein Junkers L55 (RK 14a) oder ein BMW VI (RK 14b) angeboten. Der Stückpreis betrug 1928 etwa 70.000 RM pro Flugzeug. Der einzige in Deutschland für ein solches Flugzeug in Frage kommende Kunde Luft Hansa zeigte für das Flugzeug des Neueinsteigers im Verkehrsflugzeugsegment kein Interesse.

### Raab-Katzenstein RK 17
Der letzte Verkehrsflugzeug-Entwurf von 1928 war einer der wenigen mehrmotorigen RaKa-Flugzeuge. Die Raab-Katzenstein RK 17 war bei einer Passagierkapazität von 4–5 Passagieren für den Betrieb auf passagierärmeren Nebenstrecken vorgesehen. Wie die RaKa RK 14 benötigte auch dieser kleinere Entwurf einen 600 PS Antrieb, der, wie bei der RaKa RK 10 auf zwei 310 PS starke Junkers L5 verteilt wurde. Auch für dieses Flugzeug zeigte die Luft Hansa kein Interesse. Die RaKa RK 17 war der letzte bekannt gewordene Entwurf eines größeren Passagierflugzeugs der Raab-Katzenstein-Werke. Laut Preisliste von 1928 wurde die RK 17 zu einem Stückpreis von 46.000 RM angeboten.

## Vermarktung
Die Vermarktung der RaKa RK 10, RK 14 und RK 17 erfolgte 1928 als Verkehrsflugzeug-Familie, die den Bedarf im deutschen Luftverkehrsnetz für kleine Zubringerdienste im kurzen Streckensegment ebenso abdecken sollte, wie für verkehrsärmere Nebenstrecken und für nachfragestärkere Hauptstrecken. Mit der Entwicklung einer solchen Flugzeugfamilie hoffte Raab bei der einzigen in Deutschland verbliebenen Monopol-Luftverkehrsgesellschaft Luft Hansa eindringen zu können und vom kleinen Sportflugzeughersteller in den lukrativen Markt der Verkehrsflugzeug-Hersteller aufzurücken.
Allerdings konkurrierten die Raab-Katzenstein Flugzeugwerke bei diesen Entwürfen 1928 mit etablierten Mitbewerbern, wie Junkers und Dornier oder Messerschmitt und Focke-Wulf, die bereits seit längerem im Verkehrsflugzeugsegment vertreten waren und bereits seit Jahren vergleichbare Flugzeuge an Luft Hansa lieferten. Für einen weiteren Hersteller ohne Erfahrungen im Verkehrsflugzeugsegment bestand zu dieser Zeit bei Luft Hansa kein Bedarf, zumal das Reichsverkehrsministerium RVM auch im Herstellerbereich zu dieser Zeit schon Standardisierungsbemühungen anstrebte, in deren Folge einige wenige Hersteller bevorzugt für den staatlichen Bedarf produzieren sollten.
Der Versuch eines großflächigen Einstiegs in den Verkehrsflugzeugbau bei Raab-Katzenstein endete damit. Die Entwürfe wurden in einer sehr frühen Phase abgebrochen.